# Daniel Johnson (hijo)
Daniel Johnson (Montreal, 24 de diciembre de 1944) es un político, abogado y empresario canadiense. Fue primer ministro de Quebec por el Partido Liberal de Quebec del 11 de enero al 26 de septiembre de 1994. Es hijo del antiguo primer ministro Daniel Johnson (padre), jefe de la Unión nacional, y hermano del, también, antiguo primer ministro Pierre-Marc Johnson, del Parti Québécois. Es de ascendencia irlandesa.
| Predecesor: Robert Bourassa | Primer ministro de Quebec 1994                  | Sucesor: Jacques Parizeau |
| Predecesor: Robert Bourassa | Líder del Partido Liberal de Quebec 1994 - 1998 | Sucesor: Jean Charest     |